# Estació de Montcada i Reixac - Santa Maria
Montcada i Reixac - Santa Maria és una estació de ferrocarril propietat d'adif situada al barri de Santa Maria de la població de Montcada i Reixac a la comarca del Vallès Occidental. L'estació es troba a la línia Barcelona-Manresa-Lleida i hi tenen parada trens de les línies R4 i R7 de Rodalies de Catalunya, operats per Renfe Operadora.
Aquesta estació de la línia de Manresa va entrar en funcionament l'any 1855 quan va entrar en servei el tram construït per la Companyia del Ferrocarril de Saragossa a Barcelona entre Estació de Montcada i Reixac - Manresa i Sabadell Nord.
L'any 2016 va registrar l'entrada de 380.000 passatgers.

## Serveis ferroviaris
| Procedència/Destinació                                  | <                         | Línia | >                     | Procedència/Destinació |
| ------------------------------------------------------- | ------------------------- | ----- | --------------------- | ---------------------- |
| Rodalia de Barcelona                                    |                           |       |                       |                        |
| Sant Vicenç de Calders Vilafranca del Penedès Martorell | Montcada i Reixac-Manresa |       | Cerdanyola del Vallès | Terrassa Manresa       |
| Fabra i Puig                                            | Montcada i Reixac-Manresa |       | Cerdanyola del Vallès | Cerdanyola Universitat |